# Tomares masoi
Tomares masoi är en fjärilsart som beskrevs av Pujol 1948. Tomares masoi ingår i släktet Tomares och familjen juvelvingar. Inga underarter finns listade i Catalogue of Life.